# 塔吉塔乌斯
塔吉塔乌斯（英語：Targitaus）是斯基泰神话中的斯基泰人的始祖，世界上的第一个人，宙斯和波里斯提尼河（英語：Borysthenes）女神的一个女儿的后代。
神话中记载，塔吉塔乌斯有三个儿子：雷波克赛斯（Lipoxais）, 阿波克赛斯（Arpoxais）和科拉克赛斯（Kolaxes）。斯基泰人就是他们的后裔。科拉克赛斯是三个儿子中最年轻的一位。